# دافي سيمز
دافي سيمز (بالإنجليزية: Davy Sims)‏ هو مؤلف بريطاني، ولد في 27 يناير 1956.

## وصلات خارجية
- الموقع الرسمي